# Thèze (Alpes-de-Haute-Provence)
Thèze település Franciaországban, Alpes-de-Haute-Provence megyében. Lakosainak száma 256 fő (2022. január 1.). Thèze Claret, Melve, Sigoyer, Upaix és Ventavon községekkel határos.

## Népesség
A település népessége az elmúlt években az alábbi módon változott:
| Lakosok száma | 128  | 119  | 130  | 195  | 223  | 230  | 236  | 234  | 231  | 256  |
|               | 1968 | 1982 | 1990 | 2006 | 2013 | 2015 | 2017 | 2019 | 2020 | 2022 |